# Pimorin
Pimorin est une commune française située dans le département du Jura, dans la région culturelle et historique de Franche-Comté et la région administrative Bourgogne-Franche-Comté.
Le nom officiel pour désigner les habitants de Pimorin sont les Pimorinois et les Pimorinoises. En revanche le nom de moelleux leur était souvent associé. L'orthographe du nom a beaucoup évolué au cours des siècles : Piedmourin, Piémorin, Piedmourain, Pimorain, Puimorin, Pymorain, Pymoran, Pymorin, ou encore Paynmoren
Ce village traditionnel de la petite montagne a longtemps été caractérisé par sa pauvreté et sa grande ruralité, qui s'explique notamment par son éloignement de tout centre urbain. L'exode rural, qui a commencé au milieu du XIXe siècle, s'est accéléré au cours de la première partie du XXe siècle, divisant par plus de quatre sa population.

## Géographie
Pimorin est un petit village situé sur le premier plateau du Jura dans une zone que l'on appelle la petite montagne.
Il est assis dans une combe mouvementée entre deux chaînes de montagnes jadis couvertes de broussailles et de maigres pâturages, aujourd'hui reconquises par la forêt. Le sol est sablonneux dans les parties hautes et composé de silex dans les parties basses. Le village est constitué de la partie principale, le bourg, et du Biolet, extension du village à environ 1 km. On peut y ajouter les rippes (signifiant « broussailles », « terre inculte », jachère, puis hameau ou maison isolée) Bernard, Roland, Chamouton, Léthiévant et de Penloup. A disparu la grange du Bourg au lieu-dit Chez les Jobards sur la montagne non loin de l'ancien château, où vivaient encore trois personnes au début du siècle dernier. La rippe du Diévant compta jusqu'à 17 maisons et 83 personnes en 1891, soit plus qu'au Biolet à la même époque.
Le village se situe à une altitude de 527 m. Il est traversé par les ruisseaux de la Doye, du Bourgeau, et de Bellecombe, ce dernier séparant le territoire de Pimorin de celui de Cressia.
Tout en étant à l'écart, la commune bénéficie d'une position centrale non loin des grands axes de communications. Elle est en effet à 23 km de Lons-le-Saunier, à 50 km de Bourg-en-Bresse, à 60 km de Mâcon, et se situe non loin de l'autoroute A39 qui lui donne accès à tout le Nord et le Sud de la France.

### Communes limitrophes
Le territoire est limité au nord par Cressia, au sud, par Gigny, à l'est par Rothonay, à l'ouest par Loisia et Cressia.

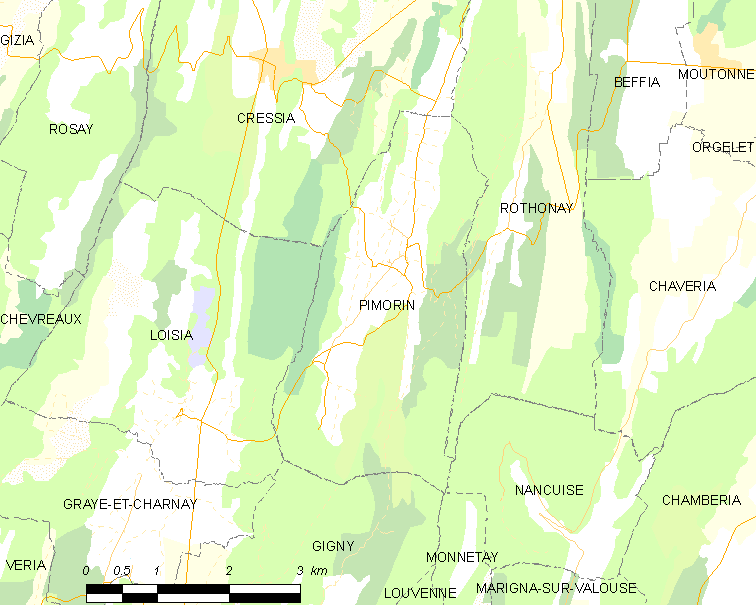
Carte de la commune de Pimorin et des proches communes.

### Climat
Pour des articles plus généraux, voir Climat de la Bourgogne-Franche-Comté et Climat du département du Jura.
En 2010, le climat de la commune est de type climat de montagne, selon une étude du Centre national de la recherche scientifique s'appuyant sur une série de données couvrant la période 1971-2000. En 2020, Météo-France publie une typologie des climats de la France métropolitaine dans laquelle la commune est exposée à un climat semi-continental et est dans la région climatique  Jura, caractérisée par une forte pluviométrie en toutes saisons (1 000 à 1 500 mm/an), des hivers rigoureux et un ensoleillement médiocre. 
Pour la période 1971-2000, la température annuelle moyenne est de 9,2 °C, avec une amplitude thermique annuelle de 16,8 °C. Le cumul annuel moyen de précipitations est de 1 430 mm, avec 13,6 jours de précipitations en janvier et 9,3 jours en juillet. Pour la période 1991-2020, la température moyenne annuelle observée sur la station météorologique installée sur la commune est de 10,0 °C et le cumul annuel moyen de précipitations est de 1 517,6 mm. 
La température maximale relevée sur cette station est de 39 °C, atteinte le 12 août 2003 ; la température minimale est de −26,5 °C, atteinte le 20 décembre 2009,,. 
| Mois                                  | jan.           | fév.          | mars          | avril         | mai           | juin        | jui.         | août         | sep.          | oct.            | nov.            | déc.           | année      |
| ------------------------------------- | -------------- | ------------- | ------------- | ------------- | ------------- | ----------- | ------------ | ------------ | ------------- | --------------- | --------------- | -------------- | ---------- |
| Température minimale moyenne (°C)     | −2,6           | −2,7          | 0             | 2,6           | 6,9           | 10,2        | 11,9         | 11,7         | 8,3           | 5,6             | 1,1             | −1,5           | 4,3        |
| Température moyenne (°C)              | 1,5            | 2,2           | 5,8           | 9,1           | 13,2          | 16,9        | 18,9         | 18,7         | 14,7          | 10,8            | 5,5             | 2,4            | 10         |
| Température maximale moyenne (°C)     | 5,6            | 7,1           | 11,7          | 15,5          | 19,6          | 23,5        | 25,8         | 25,7         | 21,1          | 16,1            | 9,9             | 6,2            | 15,7       |
| Record de froid (°C) date du record   | −22 05.01.1995 | −23 01.02.03  | −21 01.03.05  | −8 08.04.21   | −3 17.05.1991 | 0 04.06.01  | 2 03.07.1996 | 1 30.08.1998 | −3 30.09.1995 | −9,5 30.10.1997 | −17 21.11.1999  | −26,5 20.12.09 | −26,5 2009 |
| Record de chaleur (°C) date du record | 16 10.01.15    | 20 24.02.1990 | 24,5 31.03.21 | 27,5 21.04.18 | 32,5 24.05.09 | 36 22.06.03 | 38 07.07.15  | 39 12.08.03  | 33 13.09.16   | 28,5 07.10.09   | 23,5 12.11.1995 | 18 18.12.1989  | 39 2003    |
| Précipitations (mm)                   | 133,7          | 116           | 116,2         | 116,5         | 133,5         | 108         | 108,1        | 107          | 115,2         | 144,3           | 160,4           | 158,7          | 1 517,6    |

| Diagramme climatique                                  |            |            |              |              |             |               |             |              |              |             |              |
| J                                                     | F          | M          | A            | M            | J           | J             | A           | S            | O            | N           | D            |
| 5,6−2,6133,7                                          | 7,1−2,7116 | 11,70116,2 | 15,52,6116,5 | 19,66,9133,5 | 23,510,2108 | 25,811,9108,1 | 25,711,7107 | 21,18,3115,2 | 16,15,6144,3 | 9,91,1160,4 | 6,2−1,5158,7 |
| Moyennes : • Temp. maxi et mini °C • Précipitation mm |            |            |              |              |             |               |             |              |              |             |              |

Les paramètres climatiques de la commune ont été estimés pour le milieu du siècle (2041-2070) selon différents scénarios d'émission de gaz à effet de serre à partir des nouvelles projections climatiques de référence DRIAS-2020. Ils sont consultables sur un site dédié publié par Météo-France en novembre 2022.

## Urbanisme

### Typologie
Au 1er janvier 2024, Pimorin est catégorisée commune rurale à habitat dispersé, selon la nouvelle grille communale de densité à sept niveaux définie par l'Insee en 2022.
Elle est située hors unité urbaine. Par ailleurs la commune fait partie de l'aire d'attraction de Lons-le-Saunier, dont elle est une commune de la couronne,. Cette aire, qui regroupe 139 communes, est catégorisée dans les aires de 50 000 à moins de 200 000 habitants,.

### Occupation des sols
L'occupation des sols de la commune, telle qu'elle ressort de la base de données européenne d’occupation biophysique des sols Corine Land Cover (CLC), est marquée par l'importance des forêts et milieux semi-naturels (66,3 % en 2018), en augmentation par rapport à 1990 (65,2 %). La répartition détaillée en 2018 est la suivante : 
forêts (55,4 %), zones agricoles hétérogènes (30,2 %), milieux à végétation arbustive et/ou herbacée (10,9 %), zones urbanisées (3,4 %). L'évolution de l’occupation des sols de la commune et de ses infrastructures peut être observée sur les différentes représentations cartographiques du territoire : la carte de Cassini (XVIIIe siècle), la carte d'état-major (1820-1866) et les cartes ou photos aériennes de l'IGN pour la période actuelle (1950 à aujourd'hui).

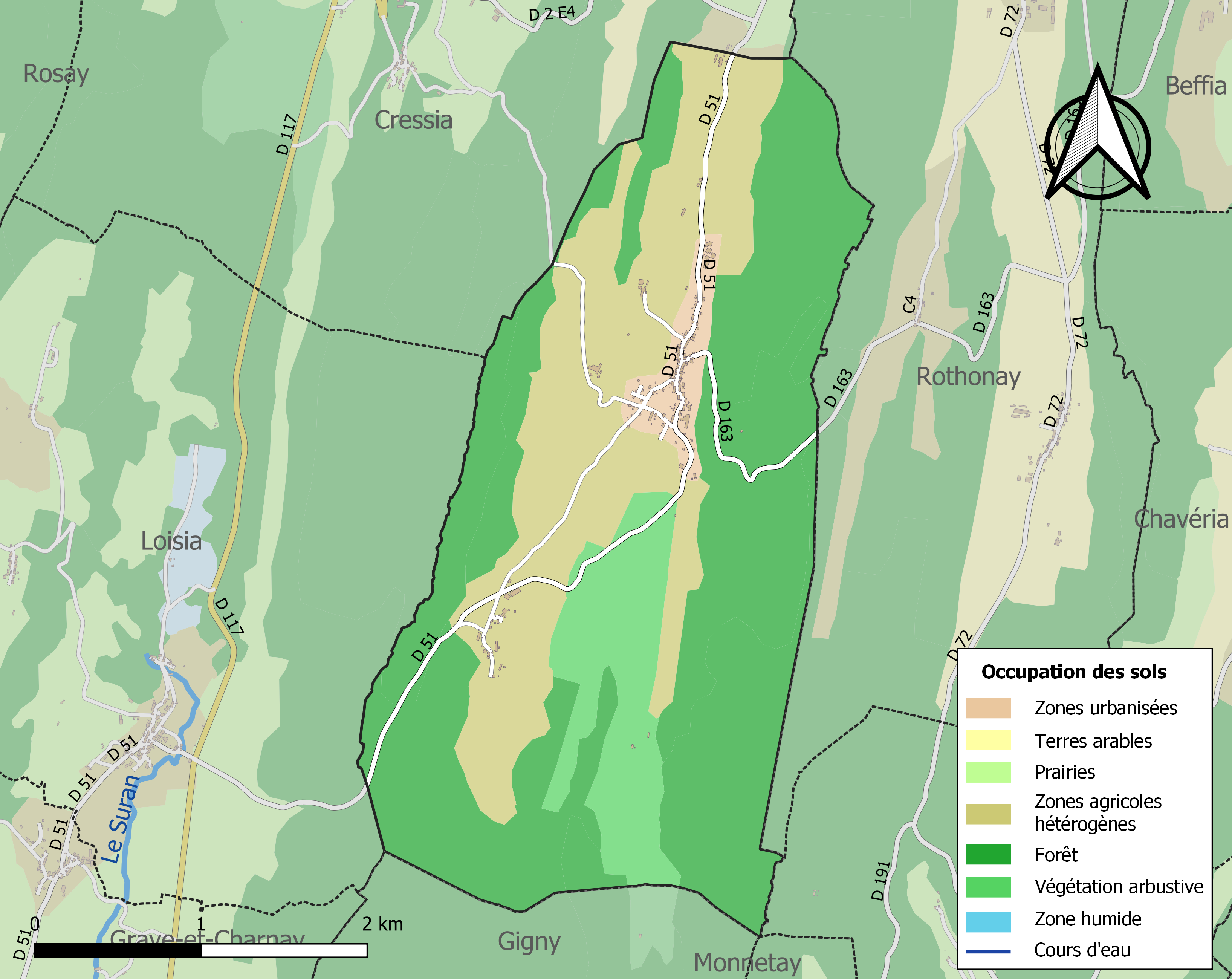
Carte des infrastructures et de l'occupation des sols de la commune en 2018 (CLC).

## Économie
Autrefois, toute la vie économique du village tournait autour de l'activité agricole. Les cultivateurs constituaient alors, et de très loin, l'essentiel de la population. Au recensement de 1891, sur 119 familles, seules 19 s'adonnent à un autre métier, d'ailleurs, dans la plupart des cas liés de très près au monde agricole. Au début du siècle dernier, on faisait aussi de la chaux au Biolet ainsi que sur le haut du village.
Il y avait un moulin avec une huilerie ainsi qu'une fruitière dans laquelle était fabriquée l'ancêtre du comté. La fromagerie, qui compta jusqu'à 60 sociétaires à la veille de la Seconde Guerre mondiale, fut ravagée par les flammes le 26 décembre 1968. Après sa réparation, elle subsista jusqu'en 1977, date de sa fermeture définitive.
Il a existé jusqu'à trois cafés dans le village, dont un qui faisait aussi épicerie, dépôt de pain, hôtel-restaurant, distribution d'essence et gaz, et qui a été abandonné en 2003.
Voici un tableau reprenant les principaux métiers du début à la fin du XVIIIe siècle :
| Activité            | 1809 | 1891 | Activité          | 1809 | 1891 |
| ------------------- | ---- | ---- | ----------------- | ---- | ---- |
| cultivateurs        | 230  | 100  | cabaretiers       | 2    | 1    |
| maçons              | 28   | 3    | fileuses de laine | 1    | 0    |
| domestiques         | 14   | 40   | pâtres            | 2    | 0    |
| tisserands          | 10   | 0    | maréchal-ferrant  | 1    | 1    |
| tailleuses          | 5    | 0    | cordonnier        | 0    | 1    |
| tailleurs de pierre | 5    | 0    | facteur rural     | 0    | 1    |
| menuisiers          | 2    | 0    | épiciers          | 0    | 2    |
| sabotiers           | 2    | 0    | couturière        | 0    | 1    |
| tourneurs           | 1    | 0    | fromager          | 0    | 1    |
| instituteurs        | 2    | 3    | garde champêtre   | 1    | 1    |

De nos jours subsistent encore cinq exploitations toutes principalement axées sur la production de lait à comté, avec leurs cheptels de vaches montbéliardes.
L'artisanat n'a pas totalement disparu, on compte toujours, entre autres, un maçon et un tailleur de pierre.
Un gîte d'étape est également à disposition des touristes et des gens de passage.
Fait notable, malgré l'isolement du village, une usine travaillant les métaux est toujours présente sur le territoire communal.

## Histoire

### Antiquité
Une bourgade celtique importante était disséminée sur l'emplacement appelé aujourd'hui en Provenche, au sud ouest de Pimorin. Une voie reliant la ville gauloise d'Orgelet à celle de Vincia (Saint-Amour) franchissait la montagne et traversait probablement un oppidum construit par les Romains. Des tuileaux à records, des médailles et des restes de constructions romaines furent miss au jour autour d'un étang desséché dit Sur le « gouillat ».

### Moyen Âge
Le premier titre que mentionne Pimorin date de 1185. La seigneurie de Pimorin, décorée du titre de baronnie, relevait directement des comtes souverains de Bourgogne et comprenait, à l'origine, un château situé sur la montagne, le bourg juste à ses côtés, la ville située dans la combe, Provenche (encore présente en 1257) et le village de Montséria.
Au début du XIIIe siècle, la terre de Pimorin appartenait à Jean de Chalon dit l'Antique, qui en donna l'usufruit à Isabelle de Courtenay-Champignelles, sa seconde épouse. Cette dame se qualifiait en 1245 de dame de Pimorin. Celle-ci céda son usufruit en 1250, en accord avec son époux, à Raoul de Courtenay son frère.
Par un traité en 1279, Otton IV, comte de Bourgogne, abandonna à son frère, Renaud de Bourgogne, futur comte de Montbéliard, le fief de Pimorin. Ce dernier accorda une charte de franchise aux bourgeois, mais aussi fit entourer le bourg d'une ceinture de murailles et de fossés, et érigea en faveur des bourgeois un hôpital (l'hôpital Saint-Dominique). Jean Ier de Chalon-Auxerre, sire d'Orgelet et de Rochefort, fils cadet de Jean l'Antique et oncle paternel de Renaud, voulut contraindre en 1305 son neveu Renaud à lui faire hommage de ses châteaux de Dramelay, Binans, et Pimorin, mais Renaud de Bourgogne refusa et arma ses sujets pour se défendre. Il fut fait prisonnier mais on ordonna sa remise en liberté en raison de son bon droit.
Le comte Renaud, veuf de Guillemette de Neufchâtel-Montbéliard, mourut en 1322, laissant le partage de ses terres à ses quatre filles :
- Jeanne, épouse d'Ulrich III de Ferrette (d'où Jeanne et la suite des comtes de Ferrette par son union avec Albert de Habsbourg), puis de Rodolphe-Hesso margrave de Bade-Bade (d'où la suite, en lignée féminine, des margraves de Bade)
- Agnès, mariée à Henri de Montfaucon, d'où la suite des comtes de Montbéliard et des seigneurs de Montfaucon
- Marguerite, dame de Pimorin, mariée à Guillaume II de Vienne d'Antigny, seigneur de Sainte-Croix
- et Alice/Alix, dame de Lons en partie, Montaigu et Montfleur, alliée à Jean II de Chalon-Auxerre-Tonnerre, petit-fils de Jean Ier ci-dessus, d'où la suite des comtes d'Auxerre et de Tonnerre. À la suite de mésententes sur cette répartition, qui furent cause de guerres entre les différents sires, Philippe VI, roi de France, arbitra par une sentence du 11 mars 1346 que le château de Pymorin, dont le comte d'Auxerre s'était emparé, serait restitué à Guillaume de Vienne d'Antigny. Une grande partie du bourg au sud du château aurait ainsi été détruite dans une guerre que Guillaume d'Antigny soutint contre Henri de Montfaucon et Jean II de Chalon-Auxerre, seigneur d'Orgelet, ses beaux-frères. Une autre version veut que le bourg disparut vers l'an 1336, lors de la guerre des barons comtois confédérés contre le duc Eudes IV. C'est en assiégeant ce dernier qui s'était retranché dans le château de Pimorin, que le comte d'Étampes fut tué le 5 septembre 1336[20].

En 1349, la peste sévit dans la région, la dépeuplant fortement.
En 1385, Philippe le Hardi, duc et comte de Bourgogne, reçoit Pimorin de Hugues VII de Vienne († 1390 ; cf. seigneurie de Ste-Croix), lui-même successeur de sa mère et de sa tante maternelle, Marie et Jeanne de Sainte-Croix, filles de Marguerite de Bourgogne-Montbéliard et de Guillaume II d'Antigny-Ste-Croix ci-dessus. Par son testament du 25 avril 1390, il le lègue cinq ans plus tard à Guillaume IV de Vienne dit le Sage (vers 1361/1362 - † 1437), demi-frère d'Hugues VII, qui fut chambellan du roi de France et du duc de Bourgogne, 1er chevalier de la Toison d'or et gouverneur du comté de Bourgogne. Ce dernier vendit la seigneurie de Pimorin en 1454 à Nicolas Raulin, seigneur d'Authume (Authumes et Authume), qui la laissa à l'une de ses filles, Claudine Raulin, épouse de Jacques Ier de Montbel d'Entremont.
En 1479, les troupes de Louis XI prennent le château de Pimorin.
Françoise de Montbel, fille de Jacques Ier de Montbel, devint dame de Pimorin en épousant Nicolas de Mauffans en 1498. Ce dernier ruina ce qui restait du bourg en démolissant une tour qui restait à l'est et les murs d'enceinte, afin de construire un boulevard devant son château et pour reconstruire ce dernier, qui aurait été démantelé par les Français vingt ans auparavant.
Son fils, Louis François de Mauffans, baron de Pimorin, décède en 1531, laissant sa veuve Margueritte de Myria prendre possession de ses terres, sous prétexte que leur fille unique Jeanne de Mauffans avait embrassé l'état religieux. À la suite de son remariage avec un gentilhomme florentin, Alexandre d'Esquivovaya, elle lui donna toutes ses possessions, qu'il céda en 1576 au neveu de sa femme, Jean Philibert de Myria, seigneur de Montgriffon et baron de Châtillon Corneille. Cependant, Jeanne de Mauffans revendiqua la fortune de son père à la suite de l'obtention en 1573 de lettres de relief qui lui permettaient de posséder des biens malgré son entrée en religion. Cette demande fut validée par un arrêt de Dole du 4 février 1578 mais le procès continua néanmoins, et les biens litigieux, dont la terre de Pimorin, furent mis en vente.
En 1580, Benoît Charreton, seigneur de Chassey, achète la baronnie de Pimorin et obtient en 1586 de Jean Philibert de Myria le désistement de toutes ses prétentions. Il convoqua les habitants pour faire signer une reconnaissance de ses droits seigneuriaux, mais il rencontra une vive opposition de la part des bourgeois. Ces derniers furent assignés devant le bailliage d'Orgelet puis devant le parlement. Le seigneur consentit finalement que la charte de franchise, accordée par Renaud de Bourgogne au bourg de Pymorin détruit depuis longtemps, profiterait aux habitants de toute la seigneurie, qui porteraient ainsi le titre de franc-bourgeois. Il leur céda également les terres vacantes et abandonnées, ainsi que l'emplacement de la ville de Provenche, qui n'était déjà plus qu'un immense murger en 1589. En contrepartie, les habitants s'engageaient à faire le guet et garder le château, ainsi qu'à se soumettre à l'impôt des quatre cas et des toises de maisons. Ce fut le traité du 23 novembre 1589.
En 1595, c'est au tour des troupes d’Henri IV de prendre le château. Les colonels de Plésnan et d'Espiard, sous les ordres du maréchal de Biron marchèrent sur Pimorin avec une troupe nombreuse après avoir fait capituler les châteaux de Cressia et de Binans. Le capitaine du château, Pierre Loys, fut obligé de livrer la place en faisant promettre aux agresseurs d'épargner le village et ses habitants moyennant une somme de 1000 écus. Il en avança lui-même 200 et fut emmené en otage à Lyon avec d'autres. Il ne retrouva la liberté que lorsque Pierre de la Chanal, marchand à Lyon, leur prêta 800 écus pour achever de payer la rançon. Ce dernier eut des difficultés à se faire rembourser, car près de la moitié des habitants avaient fui ou étaient morts de la peste.
Benoît Charreton mourut en 1600, laissant la terre de Pimorin à deux de ses fils, Maximilien et Ferdinand Charreton, et à leur mère Henriette. Anne Antoinette Chareton, son autre fille, entre finalement en possession de Pymorin en 1622 en vertu de la substitution contenue dans le testament de son père, et en vertu d'un traité fait avec sa mère et ses frères et sœurs.
En 1629, la baronnie de Pimorin est vendue 25 000 F. à Catherin de Marnix, fils de Gérard de Marnix, qui va habiter le château à partir de 1632 en le réparant à grands frais.
De 1636 à 1644, les guerres et la peste dévastent la bourgade. Les troupes d'Henri II, duc de Longeville menées par le duc d'Arpajon prennent Pimorin. L'hôpital Saint-Dominique et le four banal furent détruits ainsi que les cinq ou six dernières maisons sur la montagne. C'est à cette époque que le village dans la combe se déplaça. Les habitations près de l'église furent abandonnées et le village se reforma à la place qu'il occupe actuellement. Les rippes du Biolet, qui formaient au XIe siècle un fief pour une famille noble et qui s'étaient reboisées, furent à nouveau défrichées par des charbonniers qui y fixèrent leur demeure (le quartier du petit Biolet qu'ils formaient n'existe plus).
Jacques Antoine de Marnix succéda à Catherin de Marnix, avant 1649, et mourut vers l'an 1690. Son cousin Charles Gaspard de Marnix hérita de la baronnie de Pimorin. Il eut pour successeur Claude François Joseph comte de Marnix, baron de Pimorin. Son fils Charles Guistain Marie, comte de Marnix, nouveau baron de Pimorin, vivait encore en 1791, date de la vente nationale de ses biens. Le château fut vendu et démoli le 13 mai 1798. Il se fit naturaliser néerlandais en 1814 et racheta par un acte du 7 mai 1818 l'emplacement du château de Pimorin.
Entre 1790 et 1794, Pimorin absorbe la commune éphémère du Biolay.

### Époque contemporaine
Les XIXe et XXe siècles  sont principalement marqués par une montée en puissance de l'exode rural à Pimorin. La situation économique et sociale semble ignorer l'essentiel des évolutions qui se jouent alors à l'époque. On peut définir Pimorin à l'aube du XXe siècle comme une commune traditionnelle du « rural profond », à très forte religiosité, qui semble être resté à l'écart du monde moderne. L'électrification est venue en 1925, en 1954 en Penloup. Le goudronnage lui date de 1950, année de la première foire exposition de Lons-le-Saunier. L'eau arrive sur les éviers en pierre en 1962. Les égouts sont creusés dans la roche ce qui nécessite un usage important de la dynamite.
Lorsque la Première Guerre mondiale a éclaté, tous les hommes valides ont été mobilisés. Ce sont les femmes qui ont assuré avec les vieillards tous les travaux des champs. 12 hommes du village disparurent au cours des combats, notamment trois frères dont deux le même jour, le 15 juillet 1918. Ils figurent aujourd'hui sur le monument aux morts. Les horreurs de la guerre marquèrent durablement les esprits de ceux qui avaient survécu.
Au cours de la Seconde Guerre mondiale, la commune n'eut à déplorer aucune disparition de soldats, mais on dénombra 7 prisonniers qui n'ont été libérés qu'en 1945. Le 11 juillet 1944, 5 hommes du village furent arrêtés et déportés au camp de Neuengamme, seul un, Roger Janier, en est revenu. Une plaque a été érigée en leur mémoire sur la façade nord de la mairie.
Le remembrement qui date de 1962 a redessiné les paysages et les propriétés.
Pimorin fait partie depuis 2001 de la communauté de communes de la région d'Orgelet qui regroupe : Alièze ; Beffia ; Chambéria ; Chavéria ; Cressia ; Dompierre-sur-Mont ; Essia ; Mérona ; Moutonne ; Nancuise ; Nogna ; Onoz ; Orgelet ; Pimorin ; Plaisia ; Poids-de-Fiole ; Présilly ; Reithouse ; Rothonay ; Saint-Maur ; Sarrogna ; La Tour-du-Meix ; Varessia.

## Politique et administration

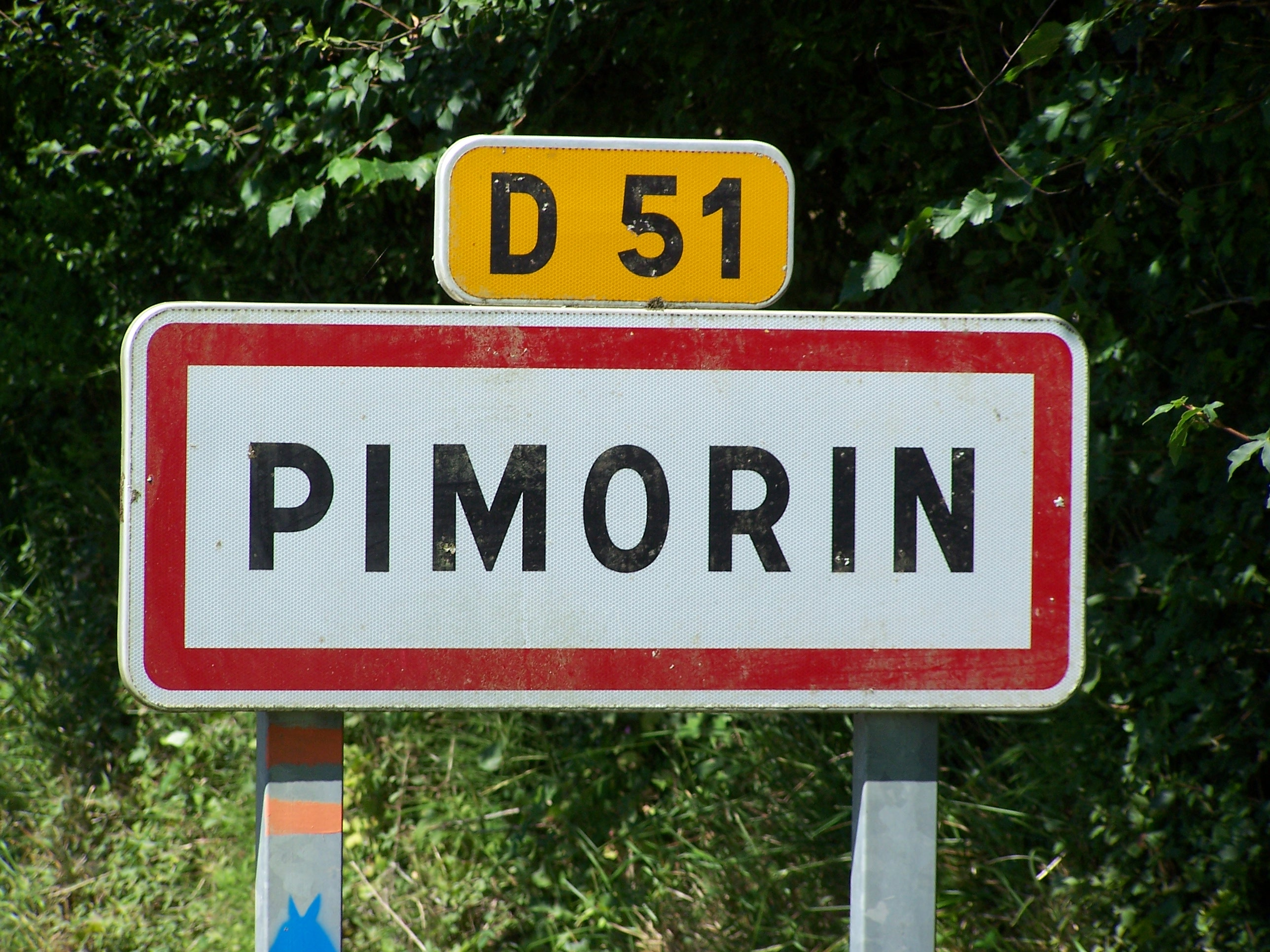

| Période      | Période      | Identité                | Étiquette | Qualité              |
| ------------ | ------------ | ----------------------- | --------- | -------------------- |
| 1878         | inconnu      | Généreux Guyot          |           |                      |
| inconnu      | 1896         | Pierre Borrod           |           |                      |
| 1896         | 1908         | Narcisse Filet          |           |                      |
| 1908         | 1915         | Joseph Thévenin         |           |                      |
| 1915         | 1930         | Félicien Bride          |           | Ernest Guyot adjoint |
| 1930         | 1932         | Ernest Guyot            |           |                      |
| 1932         | 1937         | Léon Bourgeat           |           |                      |
| 1937         | 1947         | Joseph Borrod           |           |                      |
| 1947         | 1953         | Clovis Létiévant        |           |                      |
| 1953         | 1959         | Joseph Deprost          |           |                      |
| 1959         | 1977         | Pierre Dupuis           |           |                      |
| mars 1977    | mars 2001    | Charles Filet           |           |                      |
| mars 2001    | juillet 2012 | Paul Caillon            |           |                      |
| juillet 2012 | mars 2014    | Catherine Petit-Richard |           |                      |
| mars 2014    | En cours     | Michel Berthozat        |           | Artisan              |

## Démographie
L'évolution du nombre d'habitants est connue à travers les recensements de la population effectués dans la commune depuis 1793. Pour les communes de moins de 10 000 habitants, une enquête de recensement portant sur toute la population est réalisée tous les cinq ans, les populations de référence des années intermédiaires étant quant à elles estimées par interpolation ou extrapolation. Pour la commune, le premier recensement exhaustif entrant dans le cadre du nouveau dispositif a été réalisé en 2004.

En 2022, la commune comptait 204 habitants, en évolution de +5,7 % par rapport à 2016 (Jura : −0,81 %, France hors Mayotte : +2,11 %).
| 1793 | 1800 | 1806 | 1821 | 1831 | 1836 | 1841 | 1846 | 1851 |
| ---- | ---- | ---- | ---- | ---- | ---- | ---- | ---- | ---- |
| 566  | 587  | 636  | 578  | 654  | 644  | 631  | 645  | 693  |

| 1856 | 1861 | 1866 | 1872 | 1876 | 1881 | 1886 | 1891 | 1896 |
| ---- | ---- | ---- | ---- | ---- | ---- | ---- | ---- | ---- |
| 609  | 584  | 564  | 525  | 491  | 504  | 442  | 480  | 418  |

| 1901 | 1906 | 1911 | 1921 | 1926 | 1931 | 1936 | 1946 | 1954 |
| ---- | ---- | ---- | ---- | ---- | ---- | ---- | ---- | ---- |
| 412  | 387  | 370  | 302  | 289  | 279  | 247  | 236  | 228  |

| 1962 | 1968 | 1975 | 1982 | 1990 | 1999 | 2004 | 2006 | 2009 |
| ---- | ---- | ---- | ---- | ---- | ---- | ---- | ---- | ---- |
| 193  | 166  | 132  | 153  | 156  | 158  | 172  | 179  | 188  |

| 2014 | 2019 | 2022 | - | - | - | - | - | - |
| ---- | ---- | ---- | - | - | - | - | - | - |
| 192  | 209  | 204  | - | - | - | - | - | - |

Pimorin était autrefois beaucoup plus peuplé qu'aujourd'hui. La fuite des paysans vers les villes a commencé pendant la deuxième moitié du XIXe siècle et s'est poursuivie pendant la première partie du XXe siècle. Entre 1851 et 1975, la population a été divisée par plus de cinq. Depuis une dizaine d'années, la population croît à nouveau car Pimorin bénéficie d'une position géographique centrale, à proximité des grands axes de communication et non loin de villes comme Lons-le-Saunier et Bourg-en-Bresse.

## Société
Le village n'est nullement plus concerné par le vieillissement de sa population que le reste de la France comme le prouve ce graphique comparatif ci-dessous :
Comme toutes les communes rurales de France où le poids des traditions et de la religion est encore fort, il y a proportionnellement beaucoup plus de personnes mariées que de célibataires à Pimorin par rapport aux zones urbaines.
Sur les 40 dernières années, la commune a gagné environ un nouveau logement par an en moyenne. Le nombre de résidences secondaires a constamment augmenté jusqu'en 1999, aux dépens des résidences principales. Cependant, ces dernières progressent à nouveau depuis dix ans alors que les résidences secondaires diminuent légèrement.

## Lieux et monuments
L'église: 

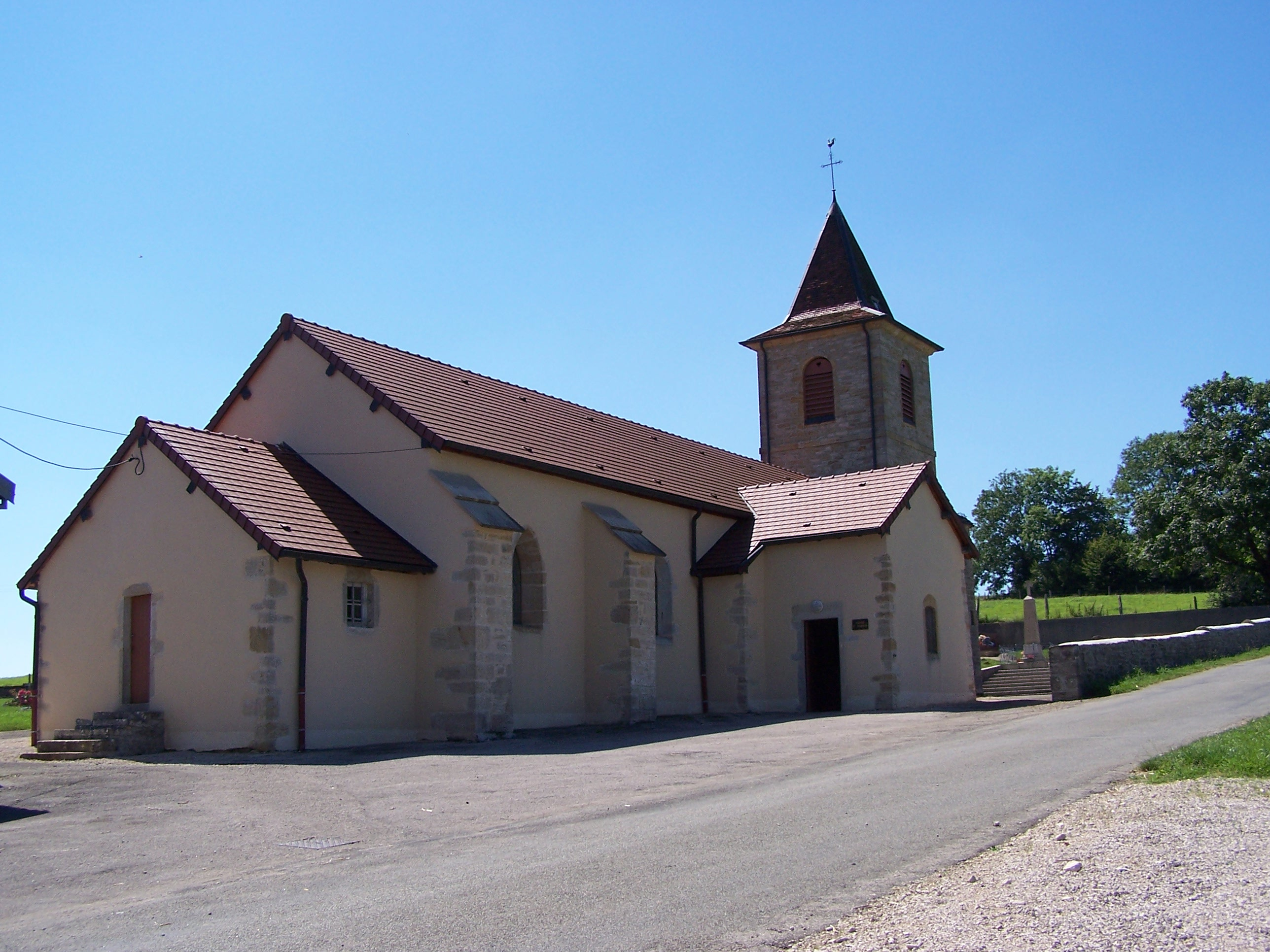
L'église

Située au sud-ouest du village, sur une légère éminence, elle est dédiée à saint Martin. Elle se compose d'un clocher construit en 1779, d'une nef et de deux chapelles dédiées, l'une, à Notre Dame, et l'autre, à saint Martin, évêque. La nef a une voûte légèrement ogivale et paraît dater du XIVe siècle. Le cimetière du village cerne l'église au nord et au sud. Une initiative peu inspirée conduisit à remplacer la couverture en lauzes dans les années 1930 par des tuiles mécaniques interdisant de ce fait le classement de l'édifice à l'inventaire des monuments historiques.
La mairie, l'école: 

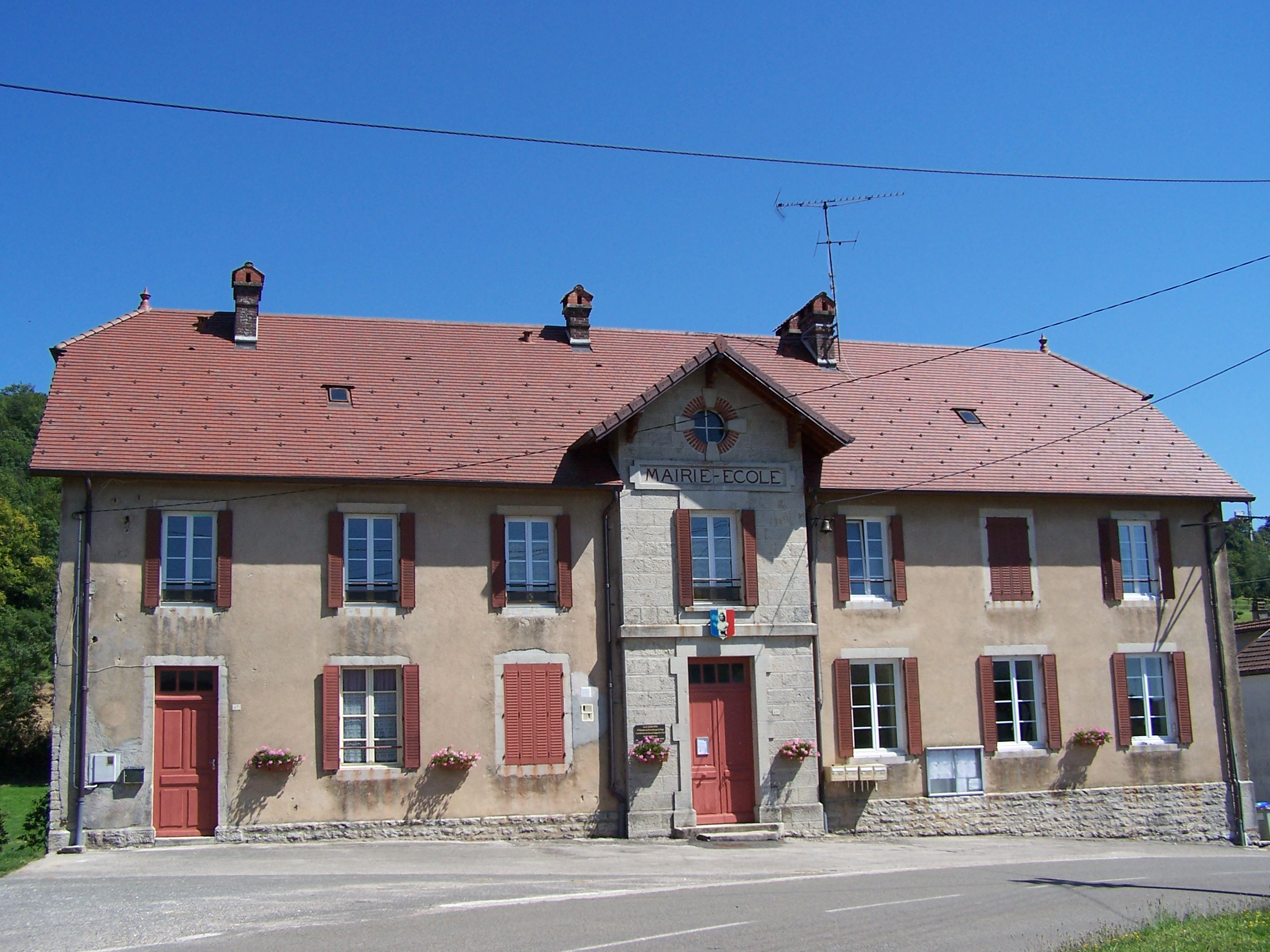
La mairie

Le bâtiment actuel de la mairie, le plus grand du village, date de 1900, et l'école qu'il abritait a fermé ses portes en 2004. Une école a fonctionné au Biolet jusqu'en 1900. Le bâtiment situé au sud du hameau n'existe plus mais le lieu-dit s'appelle toujours « la classe ».
L'ancien château:

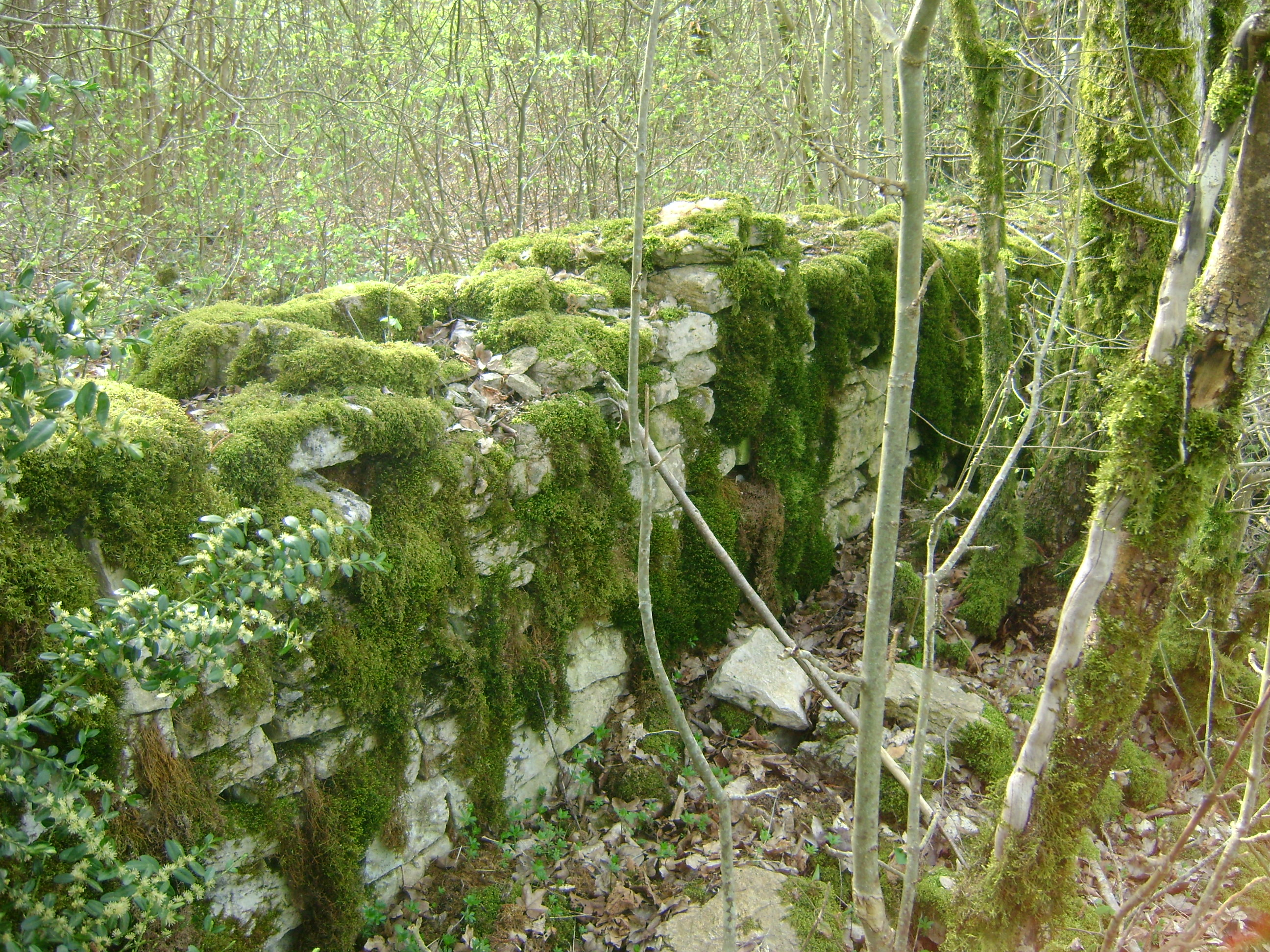
pan de mur de l'ancien château

Il occupait, à l'est du village actuel, un pic isolé abrupt au nord et à l'ouest à 580 m d'altitude. Il formait un quadrilatère de 70 m de longueur sur 30 m de largeur et se composait de la maison forte au nord, et de remises, d'écuries au sud, avec une cour intermédiaire de forme carrée, le tout étant compris dans une même enceinte de murailles de plus de deux mètres d'épaisseur. La toiture était en laves. Une tour percée d'embrasures et de canonnières défendait chaque angle du quadrilatère. Au sud se trouvaient une citerne, un jardin et un peu plus loin un très grand verger. On pouvait encore voir à la fin du XIXe siècle la fontaine de Presle qui servait d'abreuvoir pour les chevaux. Le château fut assiégé et pris par trois fois dans son histoire, en 1479 par les troupes de Louis XI, en 1595 par celles de Henri IV, et enfin  en 1637 par le duc d'Arpajon lieutenant général de Louis XIII. Il était encore debout le 5 décembre 1798 et fut vendu le 13 mai suivant pour être démoli. La plupart des pierres servirent à construire les maisons du village en contrebas. Au tout début du XXe siècle subsistaient encore quelques ruines et un pan de mur de trois ou quatre mètres de hauteur. Aujourd'hui le lieu a été entièrement recouvert par la forêt, mais on peut découvrir des bouts de murs d'environ 1,5 mètre de hauteur qui laissent aisément deviner l'ancien emplacement.
La Madone:
Elle domine le village depuis la montagne à l'est. Avant la Madone actuelle existait une plus ancienne. Le père Henri finança une nouvelle Madone en 1937. Lors de son inauguration le 15 août 1937 deux paires de bœufs la tirèrent sur une charrette avec des jeunes du village habillés en anges assis tout autour. Depuis cette date et jusqu'en 1973, une procession de tracteurs fleuris avait lieu.
La chapelle du Biolet:
Elle date de 1871 et est due à deux religieuses originaires du Biolet : Léontine et Caroline Millet. Elle a été déplacée au bord de la route pour construire une citerne. Des messes y étaient parfois célébrées. Des pèlerinages avaient lieu pour demander de la pluie en période de sécheresse.
L'ancien hôpital Saint-Dominique:
Entre la porte du château et l'ancien bourg de Pimorin, Renaud de Bourgogne érigea un vaste hôpital en 1318 qu'il dédia à saint Dominique, et le dota par son codicille en 1314 d'une rente de 30 livres argent et de 60 soudées de terre. Dans la chapelle de cet hospice était célébrée une messe haute tous les dimanches et deux messes basses par semaine, l'une en l'honneur de Notre Dame et l'autre en celui de saint Dominique. En 1511, Jean Jarrey se qualifiait de prêtre hospitalier de Pymorin. Lorsque la cloche situé dans la chapelle de l'hôpital fut enlevée par les habitants, Catherin de Marnix leur fit sommation le 1er juin 1636, de la remonter à leurs frais dans la grosse tour du château pour les prévenir quand l'ennemi approcherait. Le bâtiment fut totalement détruit lors du siège de 1637.
L'ancien bourg:
Au sud du château s'étendait un bourg assez populeux, clos de murs, de portes, de fossés creusés dans le roc. Il était habité par plusieurs familles nobles, par une bourgeoisie nombreuse et par des marchands presque tous juifs. Un fossé avec pont-levis le séparait de la forteresse. On estime qu'il fut détruit au cours des multiples guerres qui ravagèrent la contrée au XIVe siècle.

## Galerie d'images

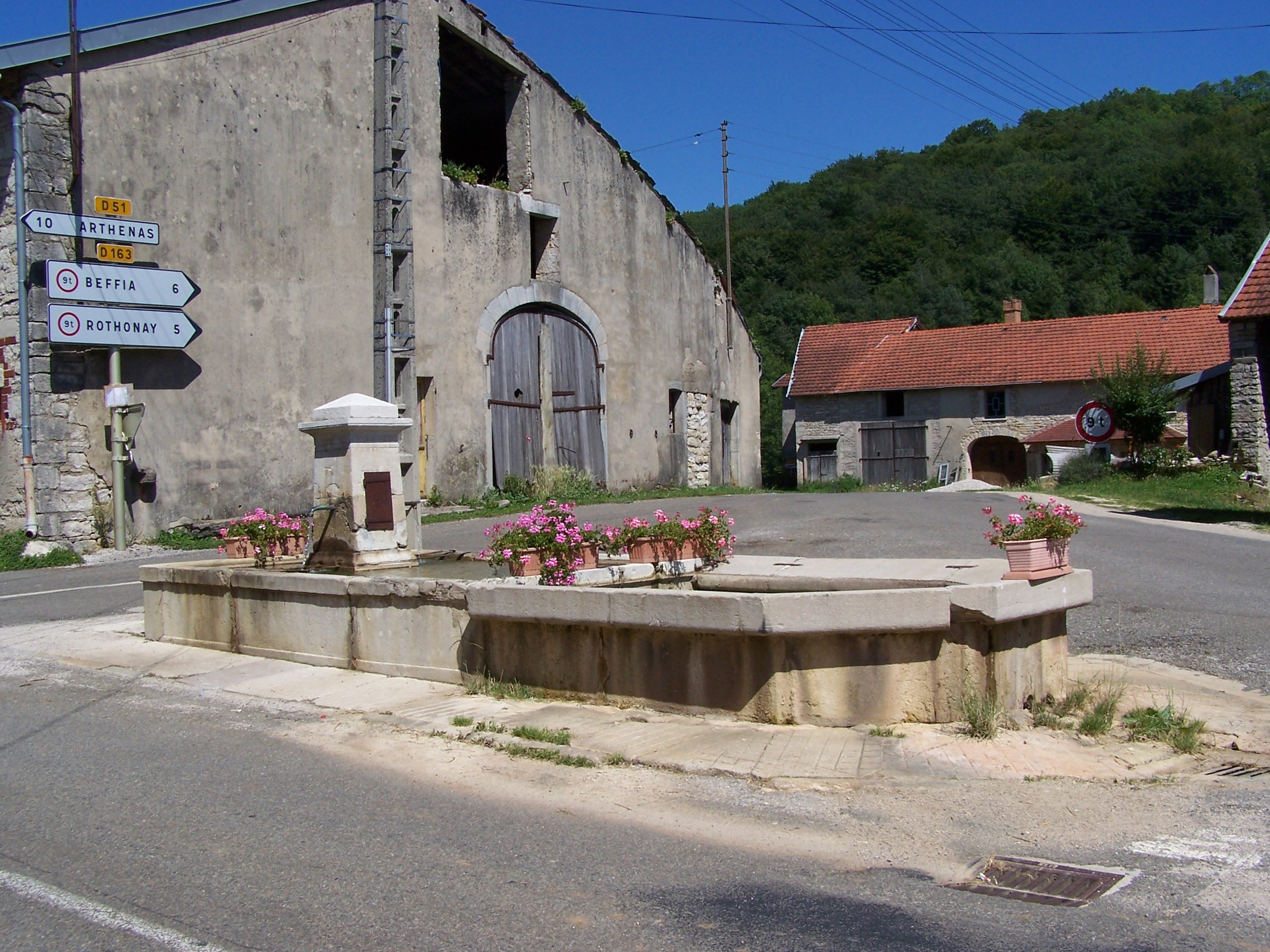
Lavoir du haut du village
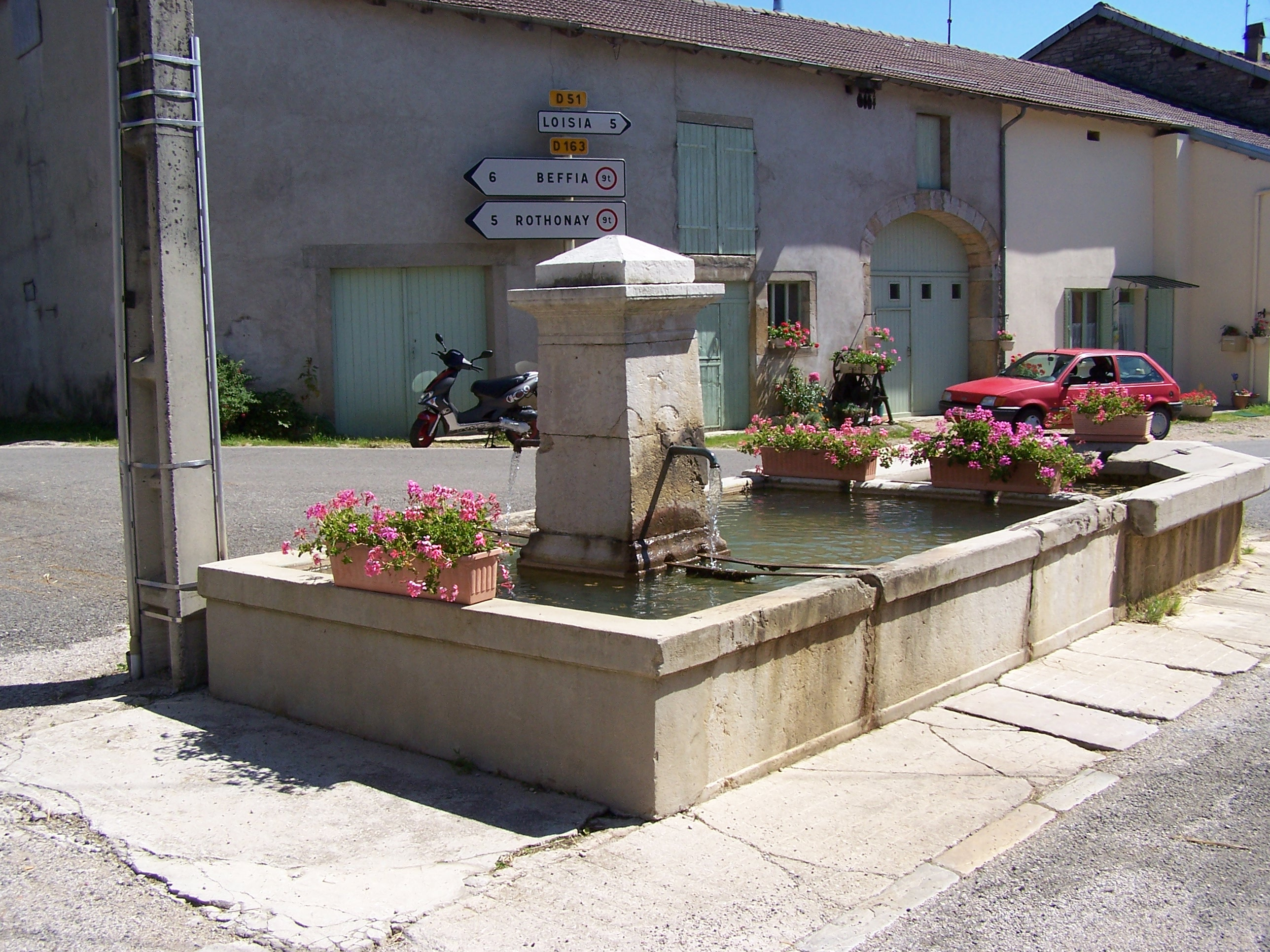
Lavoir du haut du village
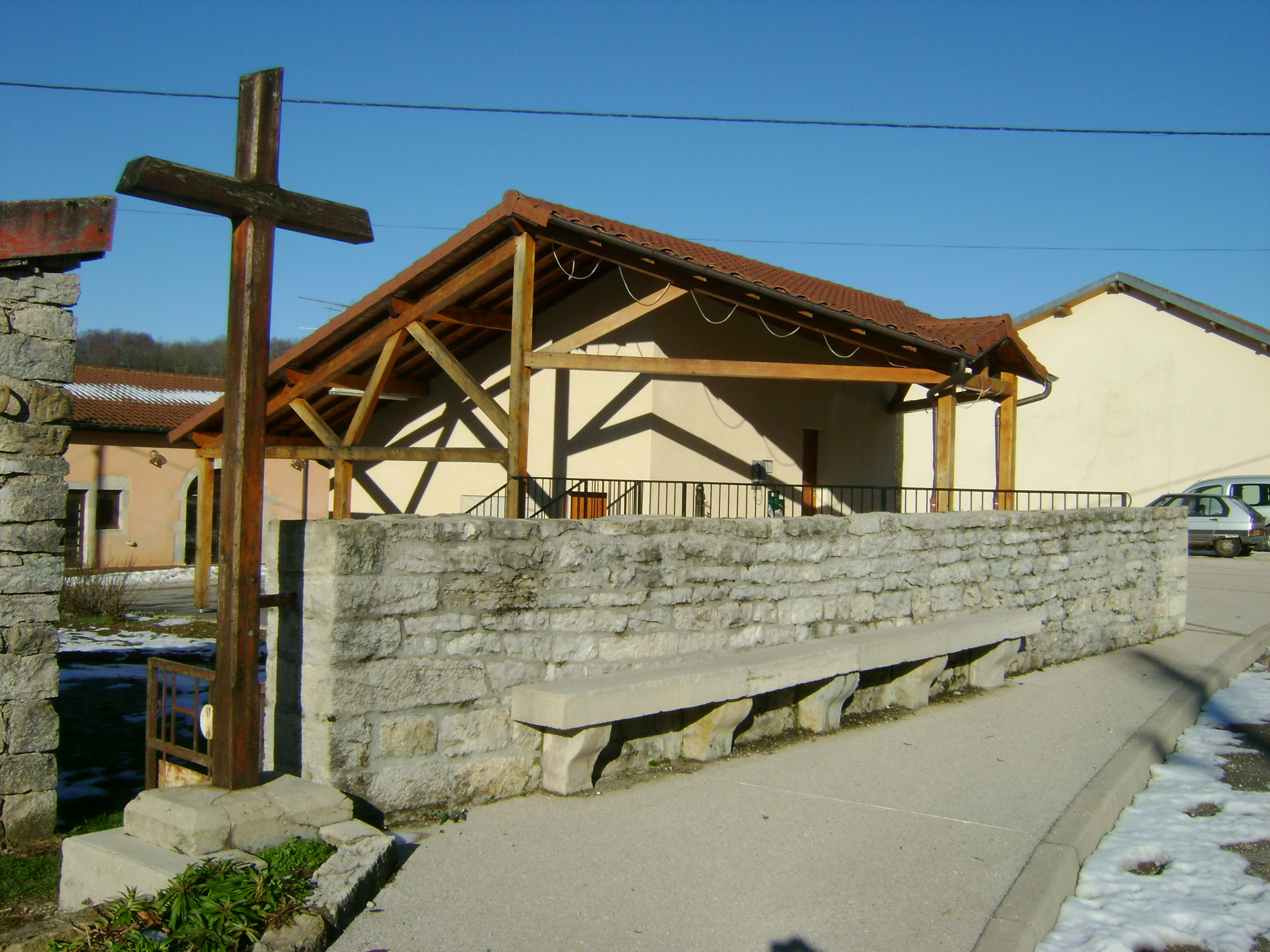
Centre du village
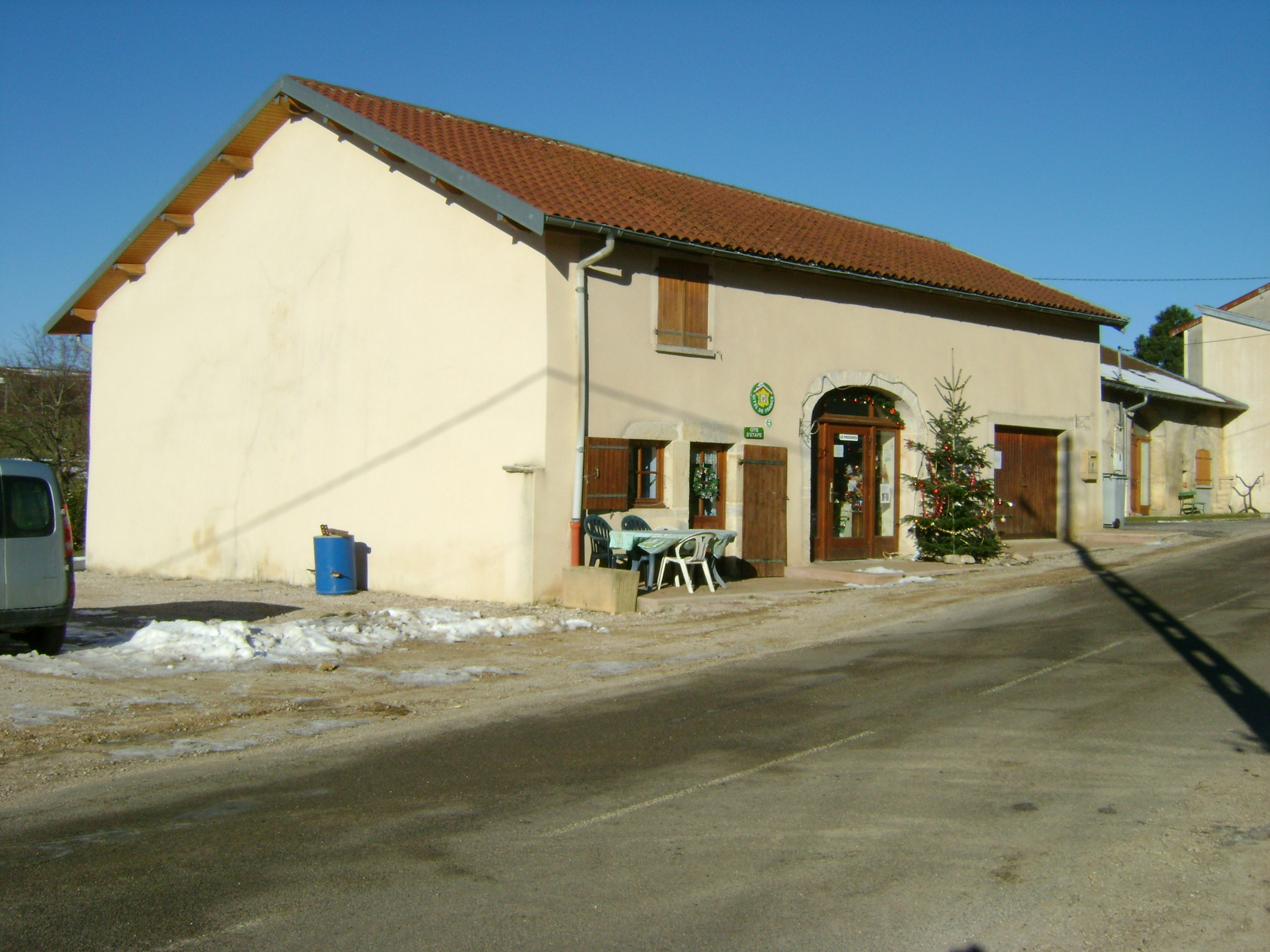
Gîte et coopérative
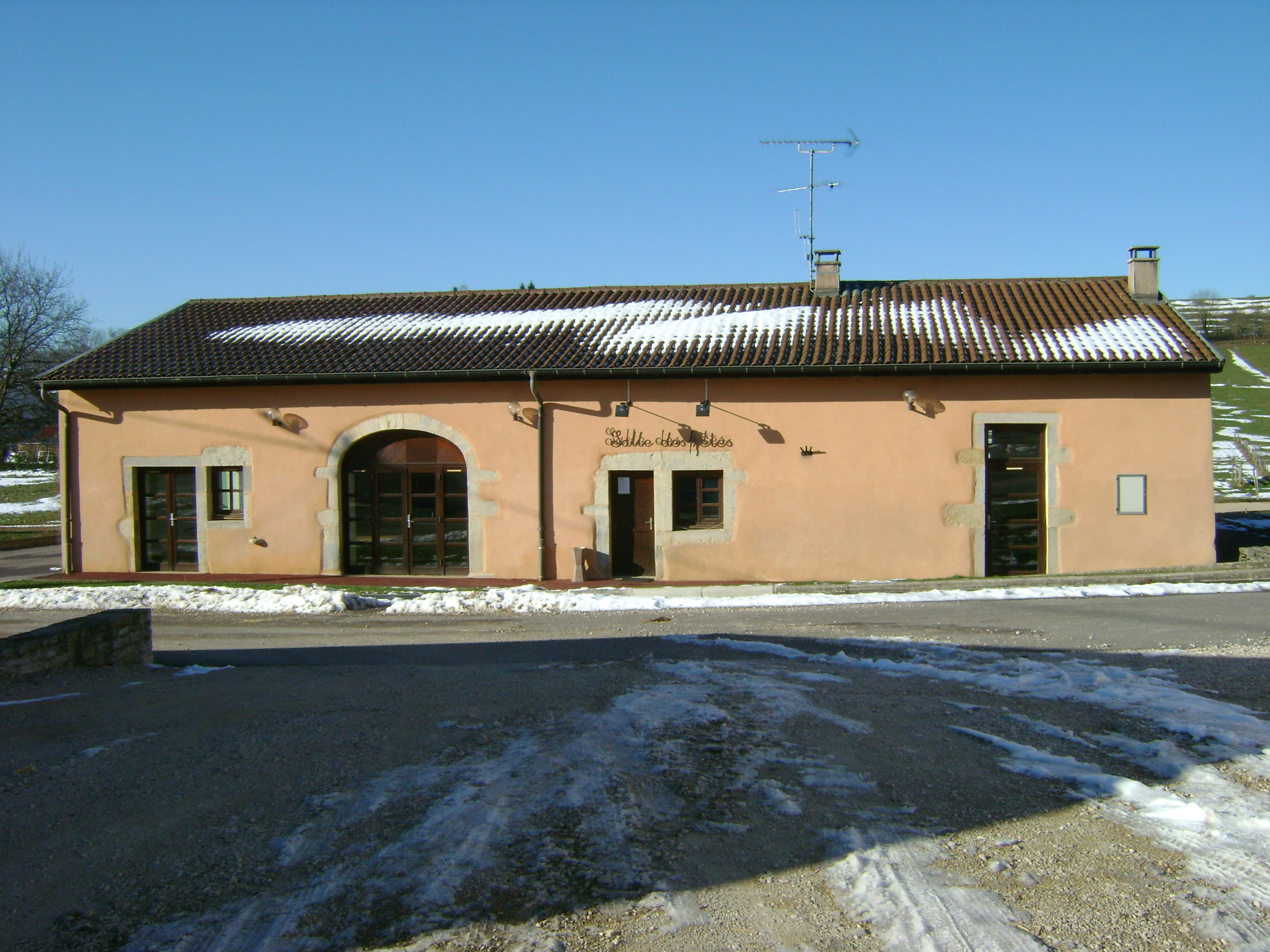
Salle des fêtes
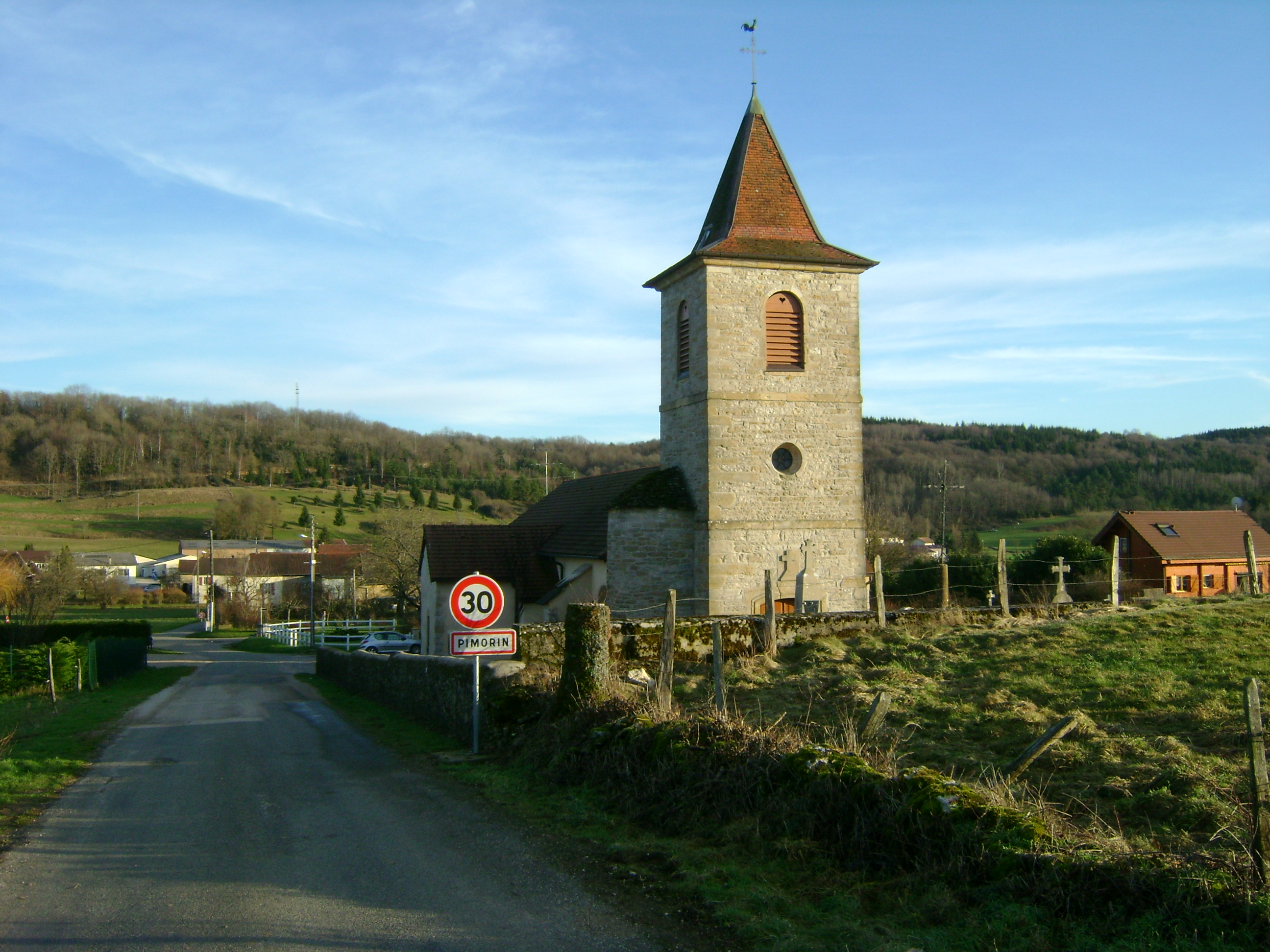
Église
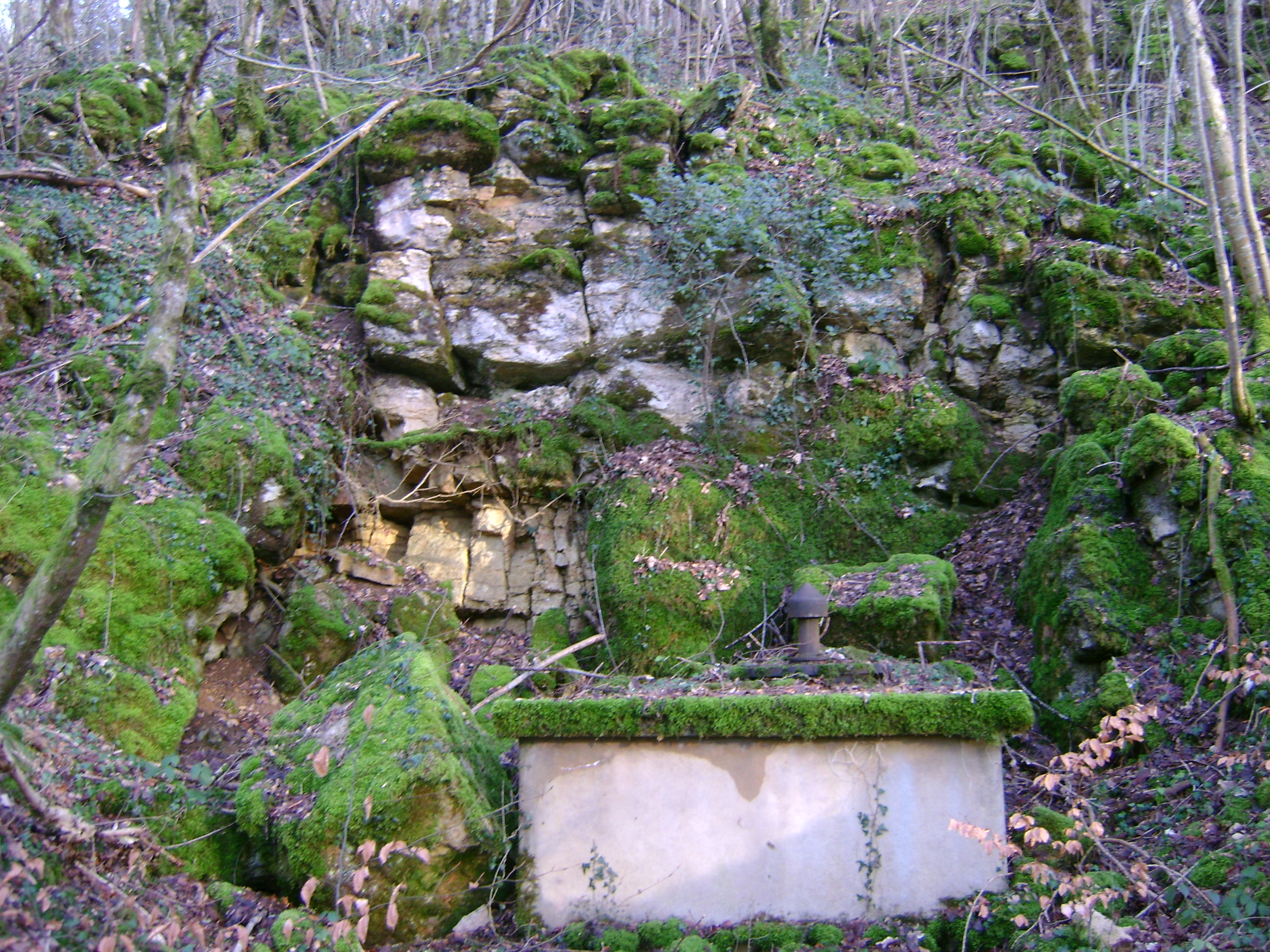
Fontaine de Presle
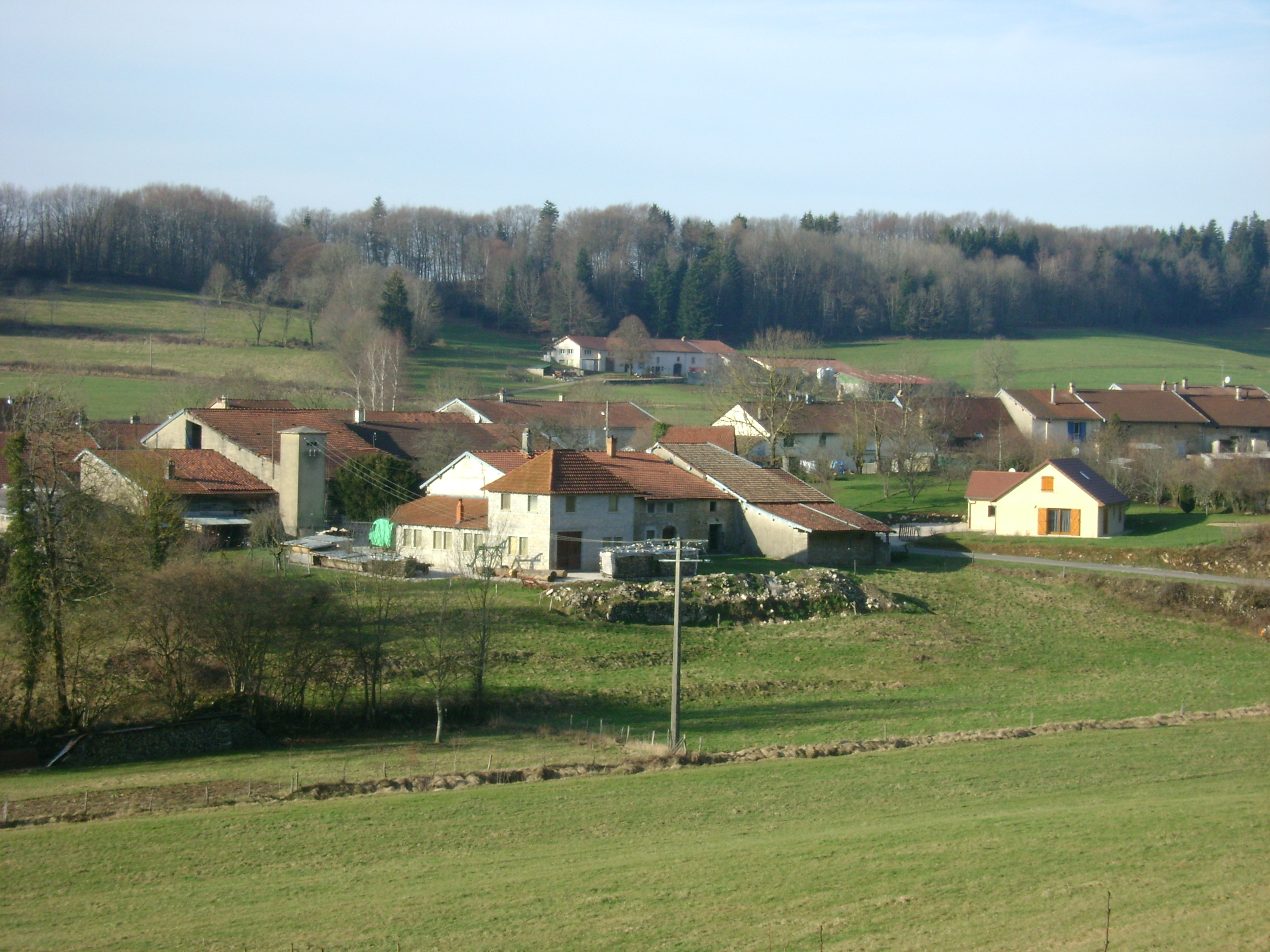
Haut du village
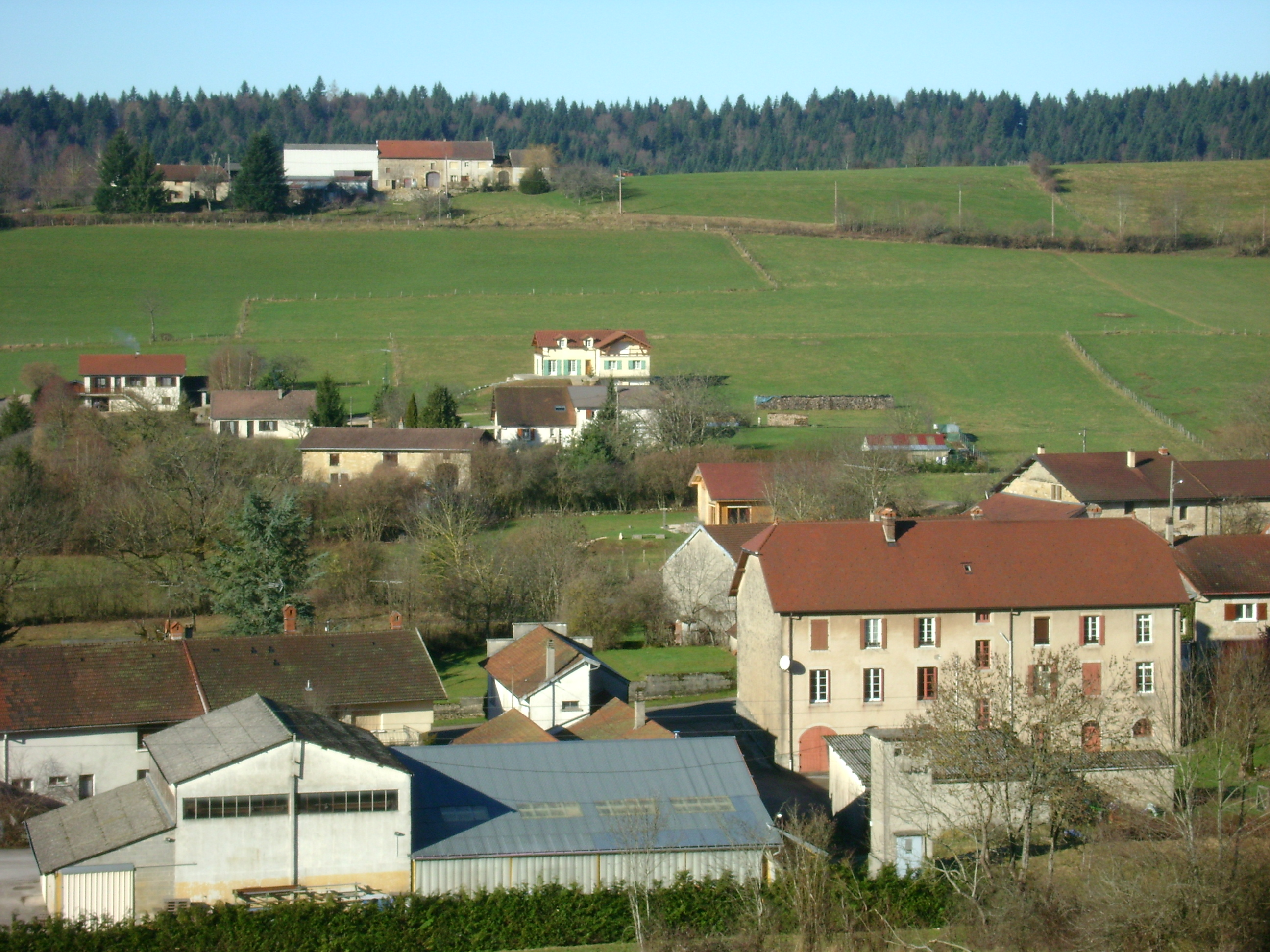
Milieu du village
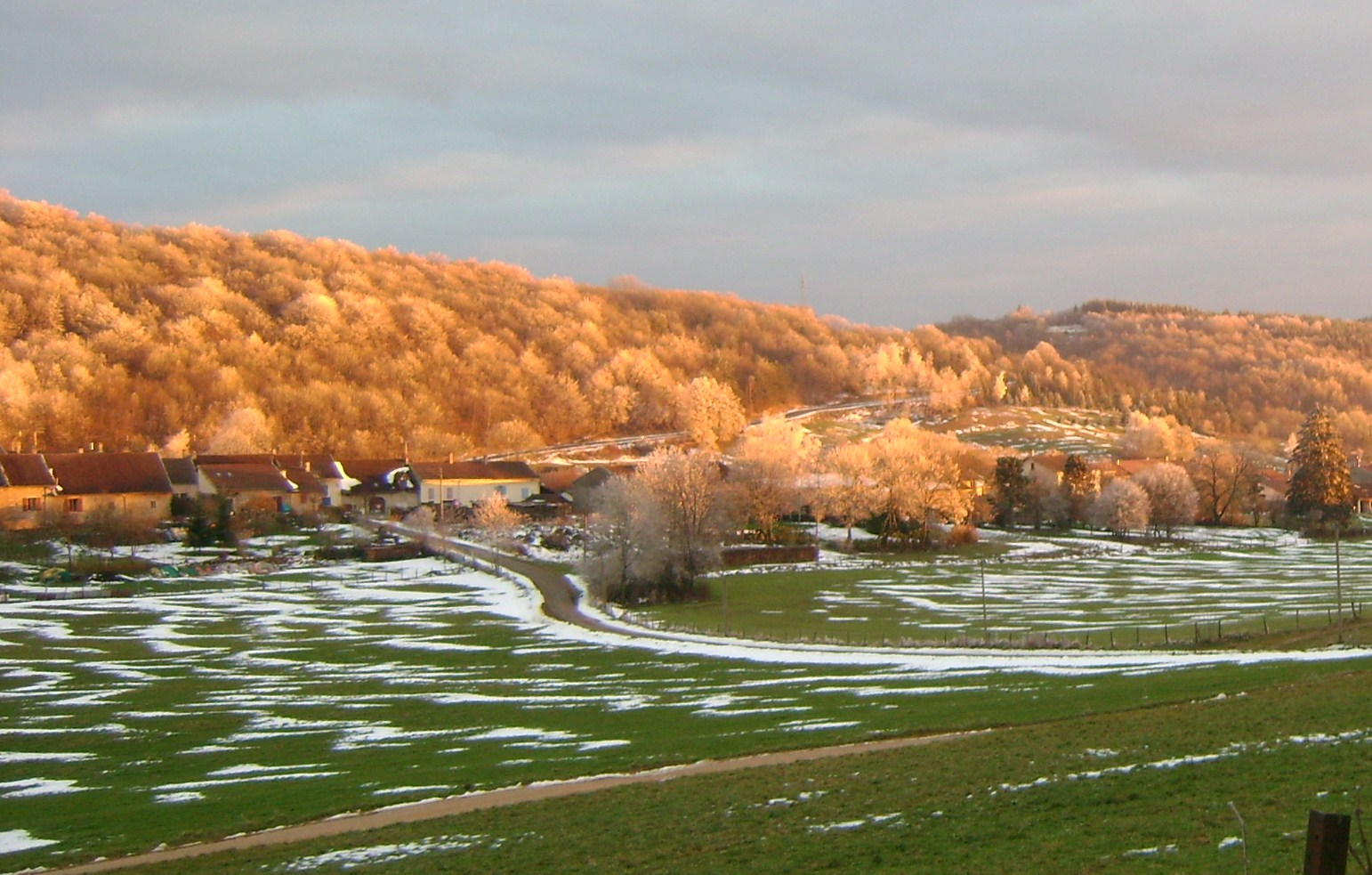
village
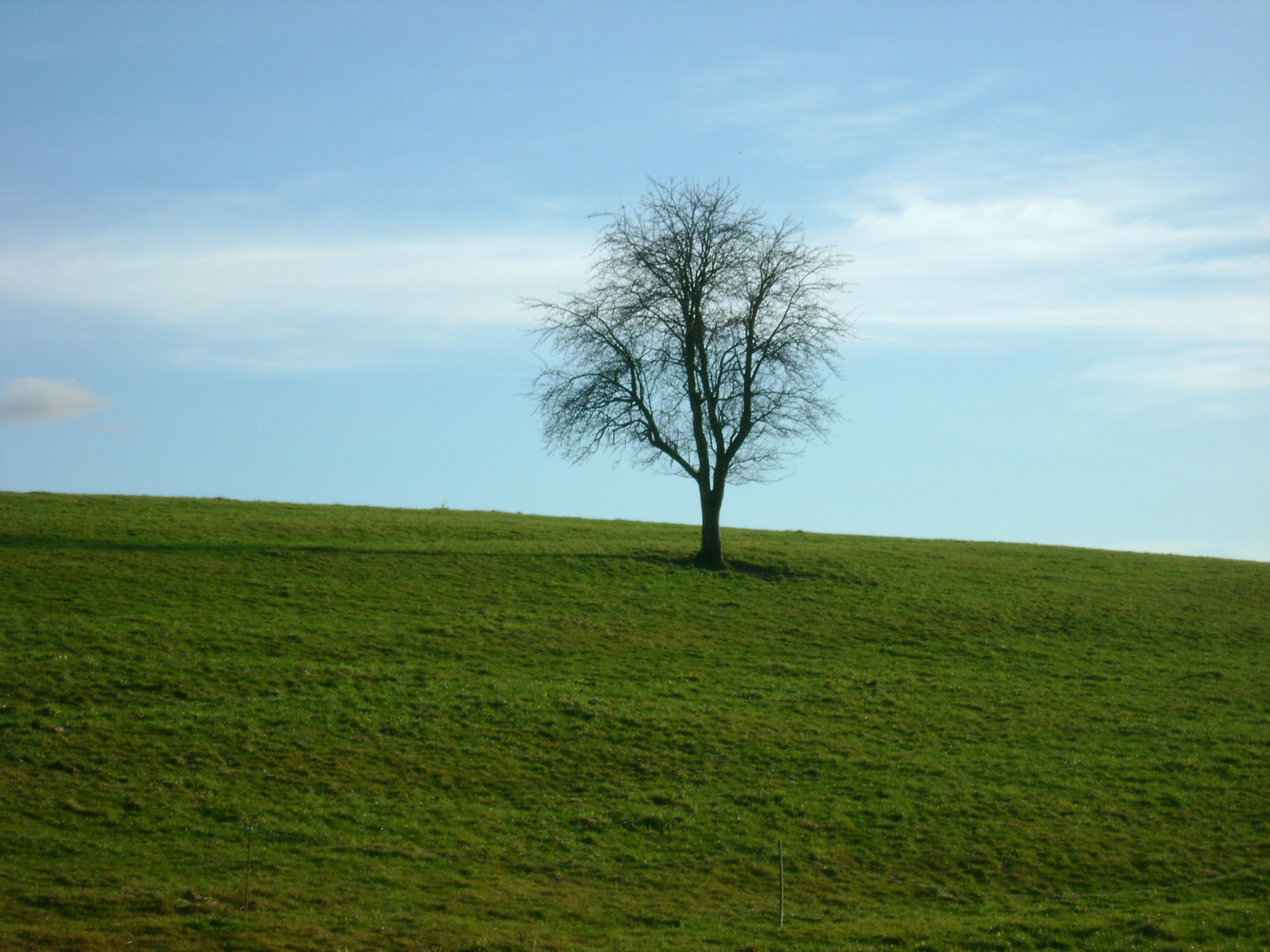
arbre au biolet
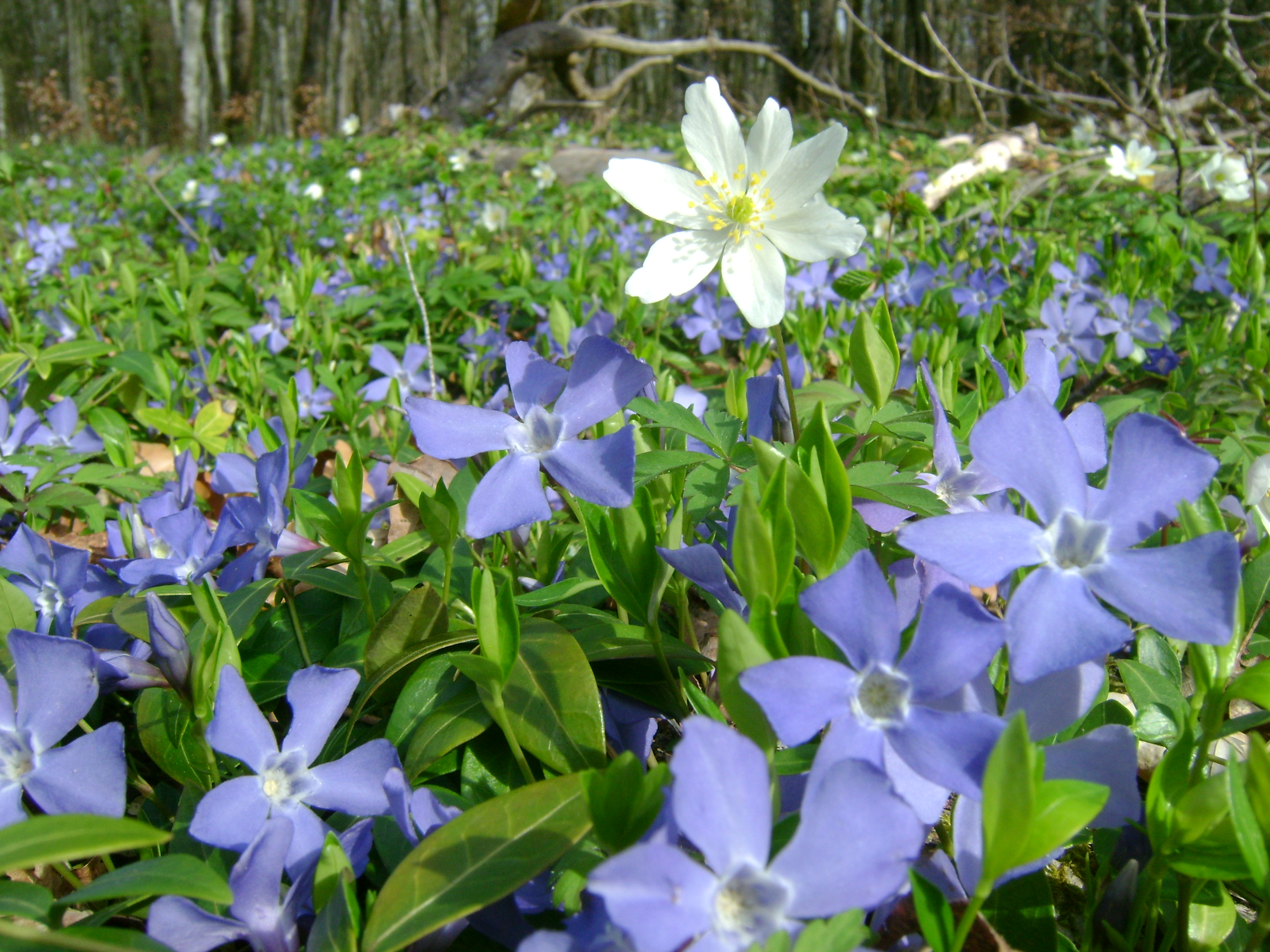
fleurs dans la forêt
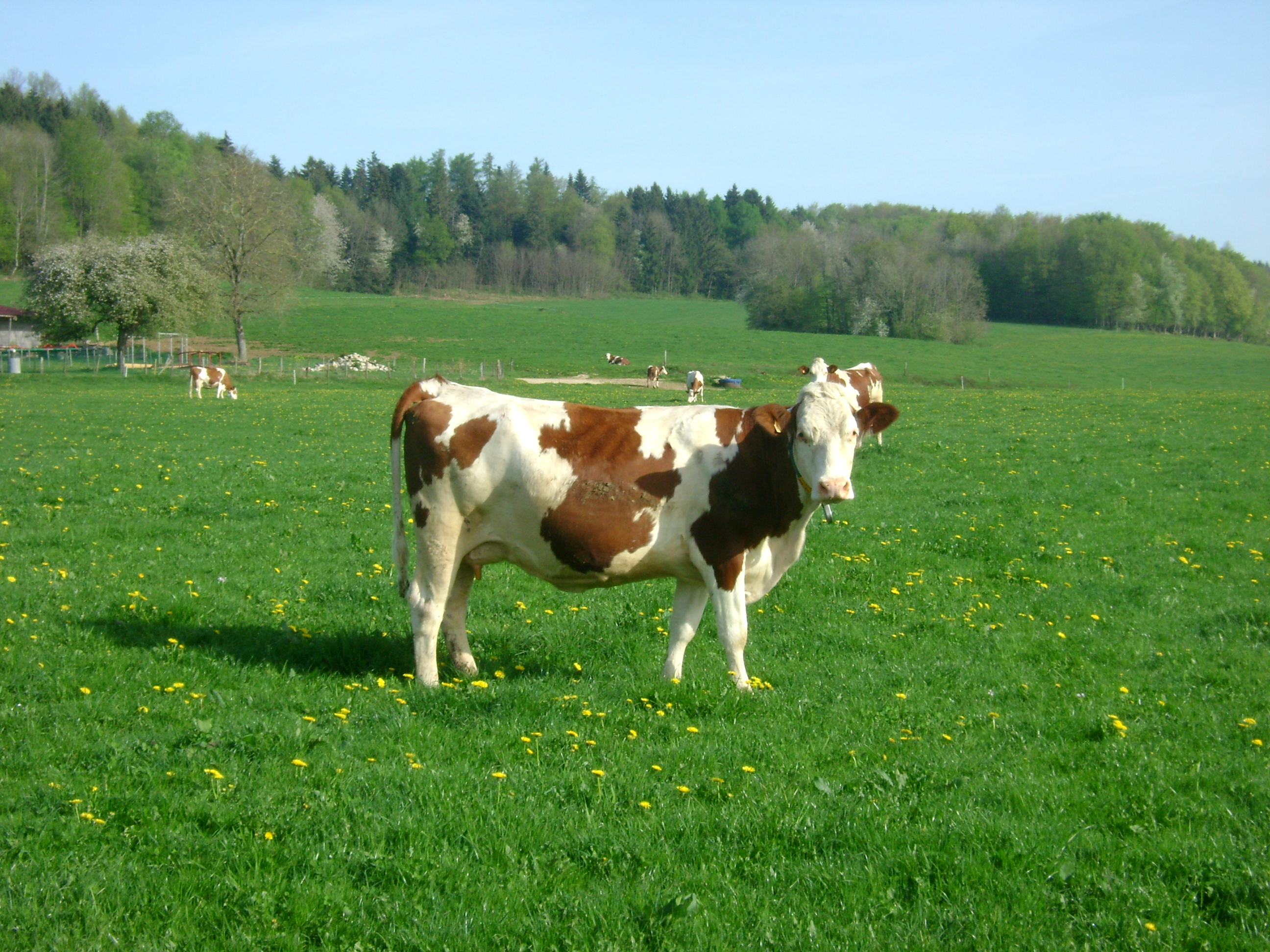
Montbéliarde